# Clément Belle
Clément Belle, celým jménem Clément-Louis-Marie-Anne Belle (16. listopadu 1722 – 29. září 1806) byl francouzský malíř a návrhář tapisérií.

## Životopis
Narodil se jako syn portrétisty Alexise-Simona Belleho, který byl členem Académie royale de peinture et de sculpture a jeho manželky, malířky Marie-Nicole Horthemelsové.
V roce 1745 odešel do Itálie, kde studoval 10 let díla starých mistrů. Po návratu do Paříže byl následně přijat na akademii. Roku 1765 se stal nejprve zástupcem profesora, později byl jmenován profesorem. V roce 1785 se stal rektorem akademie.
V roce 1755 byl jmenován vedoucím umělecké sekce v manufaktuře na výrobu tapiserií jménem Manufacture des Gobelins, kde pracoval 30 let.
Zemřel 29. září v roce 1806. Jeho syn Augustin-Louis Belle později rovněž pracoval v Manufacture des Gobelins.

## Galerie

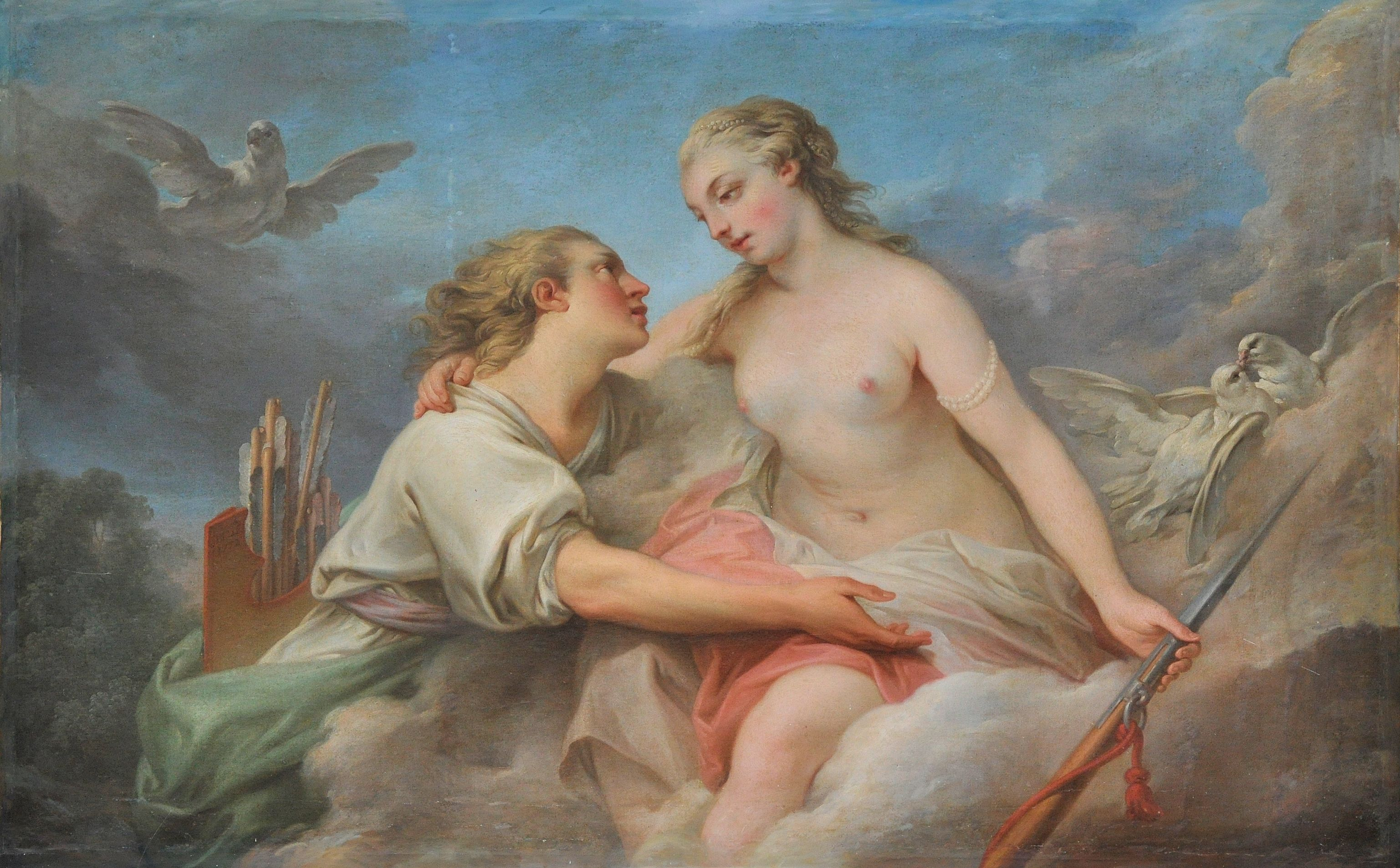
Venuše a Adonis, 1772
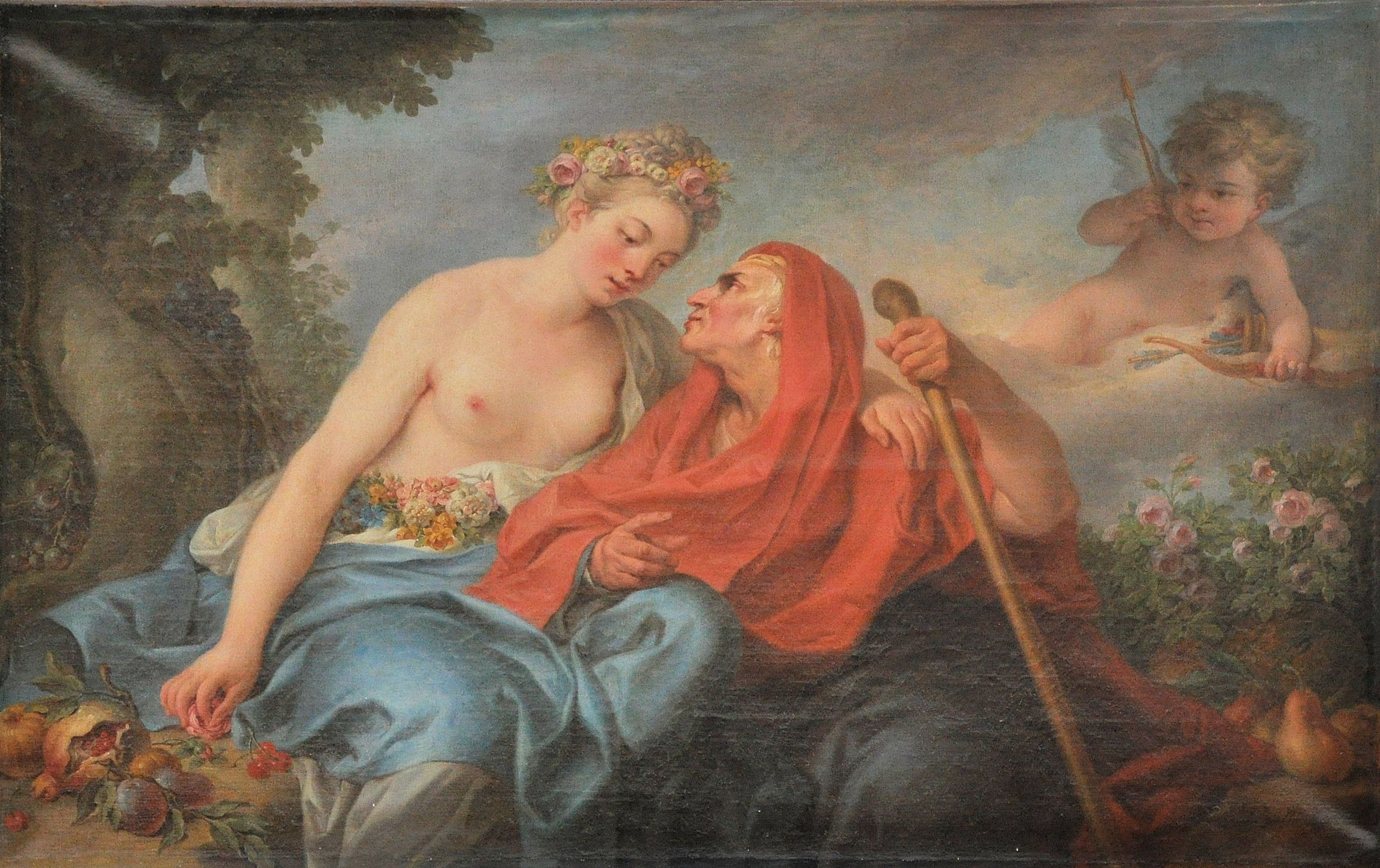
Vertumnus a Pomona, 1772
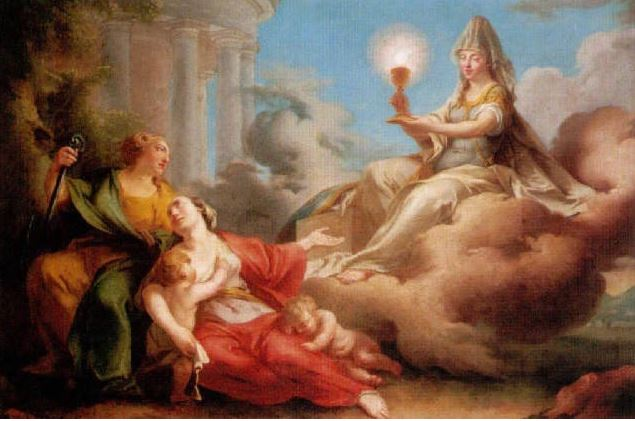
Víra, naděje a láska